# Olga Zrihen
Olga Zrihen este un om politic belgian, membru al Parlamentului European în perioada 1999-2004 din partea Belgiei.
1. ↑  Olga ZRIHEN, Dictionnaire des Wallons
2. ↑  Deputații în Parlamentul European